# Élections municipales saoudiennes de 2005
 (novembre 2024).
Si vous disposez d'ouvrages ou d'articles de référence ou si vous connaissez des sites web de qualité traitant du thème abordé ici, merci de compléter l'article en donnant les références utiles à sa vérifiabilité et en les liant à la section « Notes et références ».
Pour des articles plus généraux, voir Élections en Arabie saoudite et Politique en Arabie saoudite.
Les élections municipales saoudiennes de 2005 sont les premières élections de l'histoire du pays, théocratie islamique née en 1929 et qui applique la charia selon le courant wahhabite ne prévoyant pas de système démocratique incluant des élections. Concernant 178 municipalités, elles se déroulent le 10 février dans la région de Riyad, la capitale, le 3 mars dans l'est et le sud-ouest et le 21 avril 2005 dans le nord.